# Produce 101
Produce 101 er et sydkoreansk reality show udsendt af Mnet. Showet havde premiere i 2016.